# Runet

El ruso como idioma importante. Azul: países donde es idioma oficial. (A rayas: territorios en disputa donde es idioma oficial.) Turquesa: países donde el ruso es utilizado frecuentemente (>30%).

Runet (en ruso: Рунет, AFI: [rʊnet]), acrónimo de  .ru, el dominio de Rusia y net de internet o red, es un nombre habitual para referirse al segmento de internet con contenido para los hablantes rusos, especialmente en los países del CEI y, en particular, en Rusia y Ucrania. También a menudo se emplea para referirse al internet de Rusia. A finales del 2015 superó los 80 millones de usuarios en Rusia, el país europeo con más usuarios en internet y en 2016 alcanzó un 76% de usuarios por población, al mismo nivel que Estados Unidos.
El premio Runet (en ruso, Премия Рунета) se otorga anualmente desde el 2004 por la Agencia Federal de Prensa y Medios de Comunicación de Rusia (Rospechat). Reconoce los mejores proyectos de internet de habla rusa en diferentes categorías.
El dominio ruso .ru es el líder en cuanto al número de sitios web registrados, el segundo puesto lo ocupa .рф (para la federación rusa en cirílico), y el tercero es .su (el dominio de la unión soviética). Dominios con un alto porcentaje de uso del idioma ruso son: .rus, .deti, .ua, .by, .kz, .com y .org.
La mayor compañía rusa de internet Yandex, gracias al mercado de habla rusa, ocupó el cuarto lugar entre los motores de búsqueda del mundo. La red social más popular en 2016 fue VK, con 90 millones de usuarios, mientras que Facebook solo alcanzó los 20 millones.

## Usuarios
| Año  | Usuarios   | Población estimada | %      | Fuente |
| ---- | ---------- | ------------------ | ------ | ------ |
| 2000 | 3.100.000  | 145,149,035        | 2.1 %  | UIT    |
| 2007 | 29,400,000 | 141,377,752        | 20.8 % | POF    |
| 2008 | 38,000,000 | 140,702,094        | 27.0 % | POF    |
| 2009 | 45,250,000 | 140,041,247        | 32.3 % | UIT    |
| 2010 | 59,700,000 | 139,390,205        | 42.8 % | UIT    |
| 2012 | 76,700,000 | 143,300,000        | 53.5%  | TNS    |
| 2016 | 84,000,000 | 144,100,000        | 60.4%  | GfK    |

## Historia
En el año 1989 empleados del Instituto Kurchátov intentaron por primera vez conectar dos ordenadores por medio de un módem.
En 1990 se registra el dominio .su (de "Soviet Union") y se crea la red de informática llamada RELCOM.

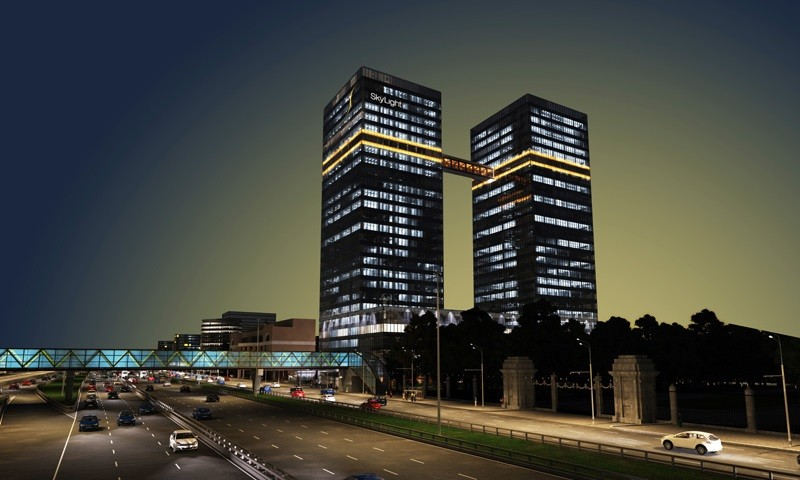
Sede de la empresa de internet Mail.Ru en Moscú.

En 1991 los científicos de Moscú pudieron establecer una conexión con Barnaúl, y un año después salió el periódico Computerra dedicado a problemas de la computación.
En 1994 (ya después de la caída de la Unión Soviética) se registró el dominio .ru y se abrió la primera biblioteca virtual lib.ru, fundada por Maksim Moshkow.
En octubre de 1995 se abrió el primer estudio de diseño web profesional, diseño industrial y gráfico de Artemy Lebedev. El estudio es famoso por haber diseñado el mapa del Metro de Moscú o el diseño de páginas web como yandex.ru, lenta.ru o gazeta.ru.
El 7 de abril de 1994 se crea el dominio de nivel superior geográfico (ccTLD) de Rusia.
En el año 1995 se populariza el periodismo digital y se abrió la primera agencia de información con su propia página web: RosBusinessConsulting (RBC), con bastante éxito actualmente cuenta con un periódico o un canal de televisión propios.
El 26 de septiembre de 1996 fue lanzado el primer motor de búsqueda ruso llamado Rambler.
En 1997 se crea el buscador web de Yandex, acrónimo de (Yet Another Indexer, sí otro indexador). En menos de dos décadas se convertirá en la compañía de internet más grande de Rusia y de la CEI.
El 1 de octubre de 1998 se presentó el portal web de Mail.ru, su producto principal más famoso ha sido el de ofrecer correo electrónico gratuito.
En 1999, un bloguero ruso escribió el primer blog en ruso en el servicio LiveJournal, o en ruso ЖЖ (las iniciales de LiveJournal: Живой Журнал). En muy poco tiempo se convirtió en una red social con mucha influencia, con escritores o políticos famosos participando en la comunidad.

En el año 2000, runet tiene más de 150,000 dominios, casi 3 millones de hogares con acceso a internet y casi 5 millones de usuarios activos. El usuario medio estaba entre los 20 y 30 años de edad, un 60% hombre, más de la mitad con estudios universitarios. En el año 2001 se abrió Wikipedia en ruso, que es una de las diez primeras wikipedias más importantes.

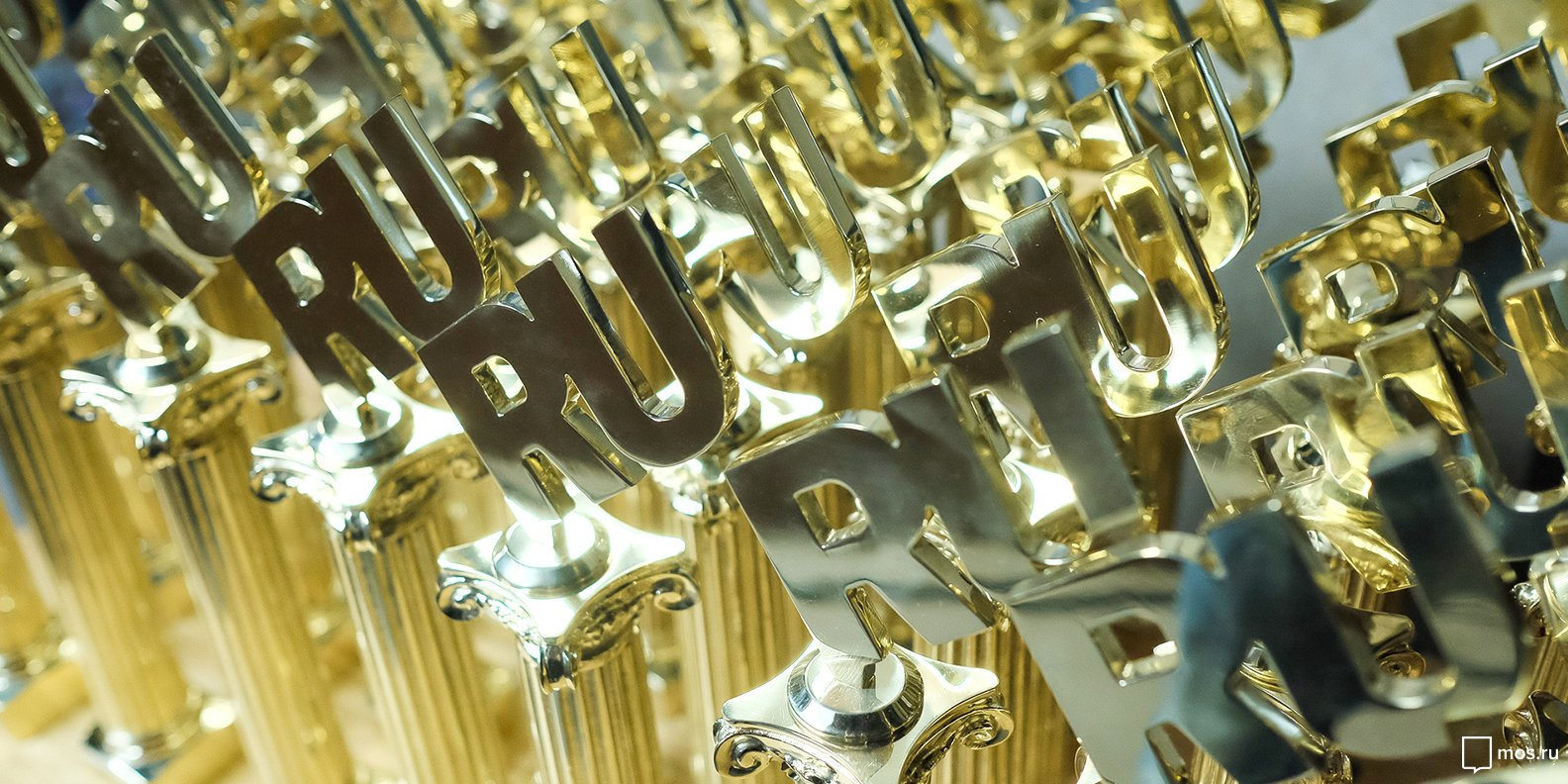
Trofeos del premio Runet.

En 2004, se otorga por primera vez el premio Runet a páginas de habla rusa.
En 2006, solo uno de cada cinco rusos se conectaba a internet y el 5% eran usuarios activos de la red.
En marzo de 2008 la Wikipedia en ruso llega al cuarto de millón de artículos. En octubre, el presidente Dmitri Medvédev comenzó su propio videoblog.
En 2009 en la red global aparecieron los primeros sitios web con los nombres de dominios en cirílico.
En 2013, el idioma ruso se convirtió en segundo más popular en internet después del inglés.
En 2014, Pável Dúrov vendió la mayor red social del país, VK, a afines al gobierno ruso. Posteriormente, anunció que abandonaba Rusia y declaró que había recibido presiones de los servicios de seguridad del Gobierno ruso para revelar información sobre grupos de la oposición que empleaban la red social para comunicar sus ideas.
En 2018, el ruso bajo al tercer puesto al ser superado por el alemán. Según una investigación realizada por W3Techs, el 6,8% de los 10 millones de sitios de Internet más populares en el mundo utilizan el idioma ruso.
En 2019 el gobierno ruso desconectó el país entero de Internet durante unas horas. De esta forma verificaba que los proveedores rusos eran capaces de garantizar la independencia total de la red rusa en caso de agresión del exterior.  Por otro lado en 2019 hubo un incremento de las regiones desconectadas de Internet por motivos políticos. Durante protestas y manifestaciones, al menos se observaron bloqueos en las regiones de Arcángel, Buriatia, Ingusetia y Pskov, así como Moscú.

## Proveedores importantes
En la Internet rusa hay una serie de proveedores que dominan los servicios

### Yandex
Yandex es el buscador predominante en Rusia. Obtiene la mayor parte de sus ingresos de los anuncios. Su red de publicidad se llama Yandex Direct y es muy parecida a Google AdWords. También ha lanzados servicios de cartografía digital, correo electrónico, un servicio de red social para profesionales similar a LinkedIn, y un servicio de pago en línea para competir con PayPal. Además, ha sacado su propio navegador de internet, Yandex Browser.

### Mail.ru
Es un buscador que ofrece otros servicios como correo electrónico, redes sociales, mensajería instantánea, servicio de mapas, juegos online y comercio electrónico. También tienen su propio navegador llamado Sputnik. El correo electrónico gratuito de Mail.Ru fue el primer proyecto de esta compañía y fue el primero en ofrecer en ruso, un servicio gratuito de correo electrónico, que hoy por hoy es el más utilizado.gestiona dos de las tres principales redes sociales en ruso (Mi World@Mail.Ru y Odnoklassniki.ru) y tiene una participación minoritaria de carácter estratégico en la red social Vkontakte, la más importante de Rusia.

### Rambler
Es un motor de búsqueda y uno de los mayores portales rusos. Ofrece servicios de búsqueda, correo electrónico, noticias, comercio electrónico y otros servicios para la comunidad de habla rusa a nivel mundial. También posee un diario digital (Lenta.ru) y diversos portales temáticos (Mama.ru, Ferra,ru, etc.).

## El control del gobierno ruso
Durante finales de los años 90 y principios del 2000, runet estaba aún incipiente y se encontraba todo tipo de información, contenido ilegal o incluso terrorista. El alcalde de Moscú Yuri Luzhkov publicó el artículo The dark side of the Internet y en él se acusaba a Internet de ser un medio para el fomento de drogas, violencia, tráfico de personas y prostitución infantil, terrorismo, difusión de información falsa y fraude o no proteger la inviolabilidad de la privacidad de datos personales. Por ello planteaba establecer una regulación legal y técnica, vigilar a los usuarios, recursos web y controlar las empresas asociadas como el software de chat Telegram.
Se ha acusado a Rusia de desarrollar un sector de medios financiado por el propio gobierno. Uno de los actores más importantes en esta estrategia era la Fundación para las políticas efectivas la cual creó distintos medios de comunicación por internet, como Lenta.ru, Gazeta.ru, Strana.ru o Vesti.ru.
En 2014 Pável Dúrov, fundador de la red social Vkontakte (VK) y ex-director ejecutivo de la misma, denunció que dos importantes aliados de Putin tienen ahora el control de la red social Vkontakte. Estos son Alisher Usmanov, el hombre más rico de Rusia, e Igor Sechin, dueño de una compañía petrolera. En el pasado Durov había advertido que el FSB, lo había presionado para que entregara información de usuarios que habían estado envueltos en protestas en Ucrania, petición que Durov negó. El interés del gobierno radicaba en que varias protestas contra Putin en 2011 y 2012 fueron organizadas a través de VK. También fue presionado por el gobierno para que cerrara un grupo de Vkontakte dedicado al activista anticorrupción Alexei Navalny, pero se negó. Durov abandonó Rusia en 2014 En 2013 Pável Dúrov había fundado junto a su hermano Nikolai Dúrov Telegram,una plataforma de mensajería instantánea especialmente preocupada por la privacidad. En 2014 cambió la sede de Telegram a Reino Unido, alejándose de esta forma del gobierno ruso. Posteriormente el gobierno ruso pidió a Telegram las claves de cifrado y, al no serle entregadas, la plataforma fue bloqueada por el FSB.
El gobierno de Rusia planteó en numerosas ocasiones la polémica posibilidad de desconectar temporalmente la red rusa de internet por motivos de mayor independencia y seguridad nacional finalmente se hicieron pruebas en 2019. 
Un sondeo en 2015 del Centro Ruso de Estudios de Opinión Pública (VTsIOM) y del Centro de Estudios de Comunicación Global de la Universidad de Pensilvania daba como resultado que el 58 por ciento de los rusos se declaraba a favor de un cierre total de Internet en casos extremos de emergencia nacional, el 49 quería algún tipo de control gubernamental sobre Internet y tan solo un 11 por ciento abogaba por un uso libre. El gobierno, junto con las grades empresas rusas del sector (Yandex, MegaFon, Beeline, MTS, RosTelecom,...), intenta que la RuNet use exclusivamente recursos rusos y que todo el tráfico sea redirigido a puntos aprobados o controlados por Roskomnadzor, la agencia de telecomunicaciones rusa. Según Human Rights Watch, el verdadero propósito es obligar a los ISP a instalar equipos de inspección y vigilancia masiva en sus redes y llevarlos a redirigir todo el tráfico de Internet a través de los puntos críticos de Roskomnadzor, como si estos fueran una especie de aduanas u oficinas de control. Estos servidores de Roskomnadzor son donde las autoridades rusas podrán interceptar y filtrar el tráfico a discreción y sin supervisión judicial. Esto complementaría otras acciones, como por ejemplo: la imposición de la obligación a todos los fabricantes de móviles a montar cierto 'software' ruso, los intentos del Roskomnadzor de bloquear Telegram o ProtonMail, o el procesamiento de Alexei Soldatov tras su negativa a transferir el control de los dominios .su (Unión Soviética) y .рф (de la Federación Rusa en cirílico) al estado.
El 1 de noviembre de 2019 entró en vigor la "ley de Internet soberana" que permite apagar las conexiones a Internet dentro de Rusia o a la red mundial sin considera que hay una "emergencia". Además, permite al Roskomnadzor, sin autorización judicial ni contactar a los proveedores de telecomunicaciones, bloquear cualquier contenido de Internet que considere sospechoso. La ley también exige que las empresas proveedoras de servicios de Internet instalen equipos de red para ejecutar una "inspección profunda de paquetes" para revisar los datos que se transmiten, identificar fuentes de tráfico y filtrar contenido. Los partidarios de la medida dicen que esta servirán para proteger al sistema de ataques del exterior. Los críticos piensan que se podría estar creando un sistema similar al Gran Cortafuegos de China, diseñado para bloquear accesos no autorizados.